# Federazione calcistica del Venezuela
La Federazione calcistica del Venezuela (spa. Federación Venezolana de Fútbol, acronimo FVF) è l'ente che governa il calcio in Venezuela.
Fondata nel 1926, si affiliò alla FIFA nel 1952 e al CONMEBOL nello stesso anno. Ha sede nella capitale Caracas e controlla il campionato nazionale, la coppa nazionale e la Nazionale del paese.